# Vetovo
Vetovo (bulharsky Ветово, místní výslovností Vjatovo) je město ležící v severním Bulharsku, v Dolnodunajské nížině na okraji pahorkatiny zvané Ludogorská plošina. Je správním střediskem stejnojmenné obštiny a žije v něm přibližně 4 600 obyvatel.

## Zeměpis
Území obce je krasové a v podzemí protékají řeky, což umožnilo vybudovat ve městě hluboké vrty v místě Kajnaka  a další směrem na Glodževo v místě Kurtorman. Katastrem města, asi 2 kilometry od něj, protéká řeka Beli Lom a ta se po soutoku s řekou Černi Lom vytváří Rusenski Lom. Podél řeky Beli Lom se v místě Bašaka nacházejí nejbohatší ložiska kaolinu na Balkánském poloostrově. Mocnost vrstev dosahuje přes 8 metrů. Z kaolinu se vyrábí keramika, porcelán a sklo, které se vyvážejí do Rakouska, Itálie a Německa.

## Historie
Vetovo je starobylá osada. Je zmíněna v osmanském prameni z roku 1530 jako součást Nikopolského sandžaku. Kolem roku 1667 byla postavena mešita, která se nachází v centru města. První školou ve Vetově byla turecká škola, ale není známo od kdy. Výuka zpočátku probíhala v mešitách, kde byly k tomu určené místnosti. Mezi prvními učiteli v turecké škole byl Sali Pehlivanov. Po krymské válce (1853 – 1856) přišli do Vetova krymští Tataři. Místní historik a básník Dimităr Christov Kovačev (Dimitǎr Vjatovski) předpokládá, že v 60. letech 19. století bylo několik dalších vln. V 70. letech 19. století popsala Emine Mahmudova Abdieva (1858 – 1954) svoji obec, která nesla jméno Vetova, takto:
Obec Vetovo se nacházela pouze v mahale Dolna a v části nynější osady Kopele. Žilo tam několik rodin: Karaahmedové, Kümurciové, Mahmudové, Pehlivanovové, Karapanliové, Pisancaliové, Yanıkové, Kamberové a další… Tyto rodiny tehdy využívaly pouze dvě studny, které se v té době nacházely na konci obce.
Až do osvobození žil ve Vetovu velmi malý počet Bulharů. První kompaktní skupina Bulharů přišla do Vetova v roce 1880 z vesnice Topčii (celkem 14 rodin). Tehdy byla v obci založena první bulharská škola, která sídlila v soukromém domě. Prvním učitelem byl Minčo, který byl zároveň krejčím. Poté, v 80. letech 19. století, přišly další bulharské rodiny z vesnic Nisovo, Kostandenec, Bojičen, Osenec, Krivňa, Ivanovo, Červen.  V roce 1884 byla zahájena stavba školní budovy, finanční prostředky pocházely z darů. V roce 1885 byla stavba dokončena a ve školním roce 1885 – 1886 bylo v ní zahájeno vyučování. 22. prosince 1900 vypukl v budově požár a vše zničil. 
V roce 1899 byla ve Vetovu vytvořena místní struktura Bulharské zemědělské národní strany (BZNS). V roce 1900 se zejména v severovýchodním Bulharsku konaly masové protesty rolníků, kteří se postavili proti naturální dani zavedené vládou Todora Ivančova (1899 – 1901). V okrese Ruse se srážky mezi vesničany a armádou odehrály ve vesnici Trăstenik, kde se sešlo 4 – 5 tisíc lidí ze sousedních vesnic, včetně Vetova. V roce 1903 se z Osenece do vsi přistěhoval Georgi Michajlo Georgiev (Arabadži Georgi) a zanesl sem ideu komunismu. Dalším propagátorem tohoto světonázoru byl Gančo Košovski, který se vrátil z USA v roce 1910.
V roce 1903 byl postaven kostel sv. Ivana Rilského. 22. února 1909 bylo založeno místní čitalište. Byla v něm knihovna a čítárna a pořádala se v něm divadelní představení a večerní a nedělní vzdělávací a odborné kurzy. Kromě toho pořádalo umělecké a průmyslově-hospodářské výstavy, exkurze pro členy. V roce 1912 byla kvůli rostoucímu počtu žáků zřízena další škola. Za první světové války čitalište dočasně ukončilo svou činnost z důvodu mobilizace všech členů, ale 22. prosince 1918 byla obnovena. Ve válkách za národní sjednocení – balkánských válkách (1912 – 1913) a první světové válce (1915 – 1918) měli obyvatelé Vetova celkem 101 obětí. V letech 1920 – 1921 byla otevřena také střední škola. V roce 1925 byla v Tatarské čtvrti postavena nová mešita. Další novou školou byla Dodatečná zemědělská škola, otevřená 5. listopadu 1939.  
Zemědělské družstvo ve Vetově bylo založeno již 13. srpna 1945. 1. ledna 1947 byla soukromá turecká základní škola zestátněna. Čitalište pokračovalo ve své činnosti i po druhé světové válce, přestože v roce 1950 přišlo o příjmy z pronájmů polí, která mu kdysi vesničané darovali. 5. září 1953 byly sloučeny bulharské a turecké základní školy a proces pokračoval 1. ledna 1960 sloučením středních škol. Dne 4. září 1974 byla obec prohlášena městem. Při zemětřesení v roce 1977 se zřítil minaret starobylé mešity. V roce 1980 se ve městě konala celostátní konference odbojářů.

## Obyvatelstvo
Níže uvedená tabulka ukazuje vývoj populace města od konce 19. století (1881–2021):
| Vetovo   | Vetovo | Vetovo | Vetovo | Vetovo | Vetovo | Vetovo | Vetovo | Vetovo | Vetovo | Vetovo | Vetovo | Vetovo | Vetovo | Vetovo | Vetovo | Vetovo |
| -------- | ------ | ------ | ------ | ------ | ------ | ------ | ------ | ------ | ------ | ------ | ------ | ------ | ------ | ------ | ------ | ------ |
| rok      | 1880   | 1887   | 1892   | 1900   | 1905   | 1910   | 1934   | 1946   | 1956   | 1965   | 1975   | 1985   | 1992   | 2001   | 2011   | 2021   |
| populace | 1 803  | 2 170  | 2 430  | 2 686  | 3 209  | 3 506  | 5 327  | 4 989  | 4 969  | 5 372  | 5 532  | 5 589  | 5 287  | 5 000  | 4 412  | 3 925  |

K 15. září 2024 ve městě žilo 4 568 obyvatel a bylo zde trvale hlášeno 5 589 obyvatel. Obyvatelstvo tvoří především Bulhaři, Turci, Krymští Tataři a muslimští Romové a také jedna z hlavních komunit potomků kočovných Bulharů – Burgudžianů, kteří vyznávali křesťanské náboženství a byli převážně kováři. Podle sčítání z 1. února 2011 bylo národnostní složení následující:
- Bulhaři: 1 239 (32.2 %)
- Turci: 1 149 (29.9 %)
- Romové: 1 145 (29.8 %)
- ostatní[p 2]: 312 (8.1 %)